# Revaz Tchomakhidze
Revaz Baadourovitch Tchomakhidze (en russe : Реваз Баадурович Чомахидзе), né le 15 décembre 1973 à Moscou, est un joueur de water-polo russe d'origine géorgienne qui a remporté deux médailles olympiques en 2000 (argent) et 2004 (bronze).